# Sinagoga Credința
Sinagoga Credința, cunoscută și ca Templul Credința sau Templul Hevrah Amuna, este un lăcaș de cult evreiesc din orașul București, localizat pe Str. Torneanu nr. 48. Edificiul a fost construit în anul 1926 și încă este folosit pentru servicii religioase. 

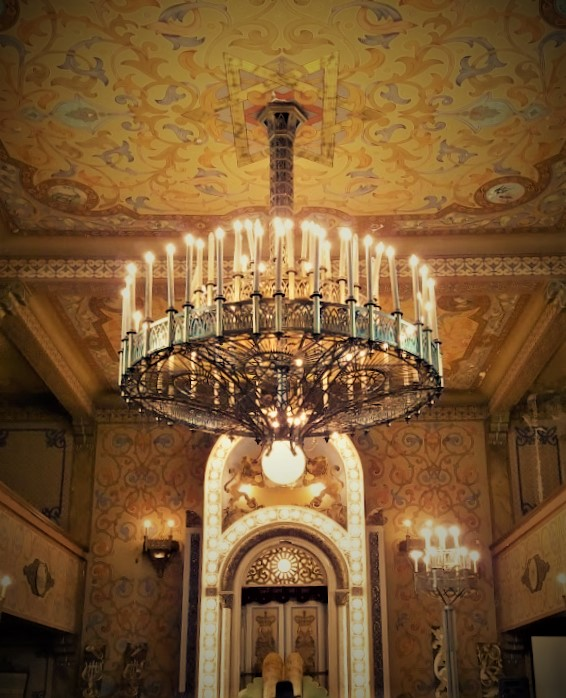
Interior